# Балкон (ТВ филм)
„Балкон” је југословенски ТВ филм из 1959. године. Режирао га је Иван Хетрих а сценарио је написао Иво Штивичић по истоименој новели Антуна Густава Матоша.

## Улоге
| Глумац            | Улога   |
| ----------------- | ------- |
| Марија Аљиновић   | Цвијета |
| Звонимир Ференчић | Еуген   |
| Санда Лангерхолз  | Флора   |